# Tailtiu
Tailtiu o Tailltiu (ortografía irlandesa moderna: Tailte) (también conocido como Talti) es el nombre de una presunta diosa de la mitología irlandesa . El nombre de la diosa está vinculado a Teltown (< OI Óenach Tailten ) en Co. Meath, sitio del óenach Tailten. Un poema legendario de dindsenchas "tradición de los lugares" relata un mito que conecta a la supuesta diosa Tailtiu con el sitio. Sin embargo, el análisis lingüístico del nombre revela que Tailtiu como topónimo deriva de una palabra prestada de origen britónico representada por el telediw galés "bien formado, hermoso". El personaje mitológico de Tailtiu probablemente deriva su nombre del nombre del lugar.

## En la mitología irlandesa
Según el Libro de las invasiones, Tailtiu era la esposa de Eochaid mac Eirc, último rey supremo de Irlanda, Fir Bolg, quien nombró a su capital en su honor (Teltown, entre Navan y Kells ). Sobrevivió a la invasión de los Tuatha Dé Danann y se convirtió en la madre adoptiva de Lugh .
Se dice que Tailtiu murió de agotamiento después de limpiar las llanuras de Irlanda para la agricultura. Lugh estableció un festival de la cosecha y juegos funerarios, Áenach Tailteann, en su honor, que continuó celebrándose hasta el siglo XVIII.

## En la historia de Irlanda
La primera Áenach Tailteann, después, la Feria Tailtin, se celebró en Teltown . Históricamente, el Áenach Tailteann fue época de concursos de fuerza y destreza, y época propicia para la contratación de matrimonios y alojamientos de invierno. En el festival se declaró la paz y también se llevaron a cabo celebraciones religiosas. Los aspectos del festival sobreviven en las celebraciones de Lughnasadh y fueron revividos como los Juegos de Teltown durante un período en el siglo XX.
Un festival Lughnasadh similar se llevó a cabo en Carmun (cuya ubicación exacta está en disputa). Similar a Tailtiu, el festival en Carmun se celebra con un poema dindsenchas que proporciona una pseudoetimología para el sitio. El poema afirma que el festival lleva el nombre del mitológico Carmun, en un cuento similar al de Tailtiu. Pero al igual que con Tailtiu, esta figura mitológica probablemente deriva su nombre del nombre del lugar.
Del Proyecto Locus en CELT, Tailte tenía una o dos raths [residencia(s)] en Munster:
- ráith canann: un ráith de la reina Tailte, LL 201; cf. Rathcannon tl., Condado de Limerick
- ráith con: raith de la reina Tailte, LL 201; en Tuath Tailten, UM 165b, Lec. 514, Stowe D ii 2, 656; cf. Rathcon, en seco. y d. efectivo, impuestos